# Challenger Britania Zavaleta 1997
Il Challenger Britania Zavaleta 1997 è stato un torneo di tennis facente parte della categoria ATP Challenger Series nell'ambito dell'ATP Challenger Series 1997. Il torneo si è giocato a Puebla in Messico dal 3 al 9 novembre 1997 su campi in cemento.

## Vincitori

### Singolare
Luis Herrera ha battuto in finale  Wade McGuire per 7–6, 4–6, 6–4.

### Doppio
Tamer El Sawy /  Maurice Ruah hanno battuto in finale  Massimo Ardinghi /  Vincenzo Santopadre per 7–6, 7–5.